# Zofia Rusnak
Zofia Rusnak (zm. 8 sierpnia 2024) – polska ekonomistka, dr hab. nauk ekonomicznych, profesor nadzwyczajny Instytutu Zastosowań Matematyki Wydziału Zarządzania, Informatyki i Finansów Uniwersytetu Ekonomicznego we Wrocławiu i Wyższej Szkoły Bankowej we Wrocławiu.

## Życiorys
W 1967 roku obroniła pracę magisterską pt. Zagadnienia Hammersleya z dyskretnym czasem. 15 maja 1975 roku uzyskała stopień doktora nauk ekonomicznych na podstawie rozprawy pt. Metody matematyczno-statystyczne w teorii lokalizacji napisanej pod kierunkiem prof. dra hab. Zdzisława Hellwiga i obronionej 24 kwietnia 1975 r. 18 czerwca 2009 r. habilitowała się na podstawie dorobku naukowego i pracy zatytułowanej Statystyczna analiza dobrobytu ekonomicznego gospodarstw domowych, która została także nagrodzona. Pracowała w Instytucie Zastosowań Matematyki na Wydziale Zarządzania, Informatyki i Finansów Akademii Ekonomicznej im. Oskara Langego we Wrocławiu.
Objęła funkcję profesora nadzwyczajnego w Wyższej Szkole Bankowej we Wrocławiu, oraz w Instytucie Zastosowań Matematyki na Wydziale Zarządzania, Informatyki i Finansów Uniwersytetu Ekonomicznego we Wrocławiu.
W latach 2012–2015 pełniła funkcję kierownika Katedry Statystyki na Wydziale Zarządzania, Informatyki i Finansów Uniwersytetu Ekonomicznego we Wrocławiu. W tym okresie zintensyfikowała i wzmocniła współpracę Katedry ze statystyką publiczną, a także znacząco przyczyniła się do popularyzacji pojęć i metod statystycznych.
W latach 2004–2008 pełniła rolę członka Rady Wrocławskiego Oddziału Polskiego Towarzystwa Statystycznego, a w kadencji 2010–2014 piastowała funkcję sekretarza Rady Głównej PTS.
W centrum jej zainteresowań naukowych była ocena sytuacji ekonomicznej człowieka, zwłaszcza porównanie materialnych warunków bytu gospodarstw domowych należących do poszczególnych grup wyróżnionych na podstawie różnych kryteriów klasyfikacyjnych. Celem jej badań było także spojrzenie na zagadnienia pomiaru ekonomicznych aspektów dobrobytu społecznego szerzej niż tylko przez analizę wydatków konsumpcyjnych i przeciętnego dochodu oraz wskazanie grup potrzebujących wsparcia w formie pomocy społecznej.
Za swoje wybitne osiągnięcia na polu statystyki w 2019 roku prof. Zofia Rusnak została uhonorowana Odznaką Honorową za Zasługi dla Statystyki Rzeczypospolitej Polskiej przyznaną przez Prezesa Głównego Urzędu Statystycznego.
14 sierpnia 2024 r. została pochowana na Cmentarzu Osobowickim we Wrocławiu.

## Publikacje
- 2000: Ocena sytuacji materialnej gospodarstw domowych[1].
- 2004: Sytuacja materialna rodzin w Polsce. Badania empiryczne[1].
- 2004: Wpływ zmiany skali ekwiwalentności na rozkład dochodów i wydatków ekwiwalentnych[1].
- 2007: Application of the Equivalence Scales to Poverty Measurement[1].
- 2008: Analiza ubóstwa obiektywnego rodzin biologicznych w Polsce w 2004 r. Wyniki empiryczne[1].